# Білановський Іван Дмитрович
Іва́н Дми́трович Білано́вський (*20 січня 1878, Лохвиця — †15 квітня 1958, Київ) — український радянський ентомолог, професор (1949), доктор біологічних наук (1945), досліджував мух родин Tachinidae і Conopidae та явище паразитизму у них.

## Біографія
Народився 20 січня 1878 року у місті Лохвиці на Полтавщині. В 1900 році закінчив Петербурзький лісовий інститут. До 1924 року працював лісничим і інспектором лісів на Херсонщині та Київщині, після цього ентомологом в різних установах, зокрема протягом 1926—1931 років у Зоологічному музеї ВУАН. З 1936 року до кінця життя — в Інституті зоології АН УРСР (з 1946 року — завідувач відділу фауни безхребетних).
Помер 15 квітня 1958 року. Похований в Києві на Лук'янівському цвинтарі (ділянка № 31, ряд 3а, місце 6-1). На могилі прямокутна стела з чорного граніту.

## Праці
Білановський надрукував близько 50 наукових праць, в тому числі — монографії:
- «Тахіни УРСР», ч. 1—2 (1951—1953);
- «Конопіди УРСР» (1954).